# 土井利器
土井 利器（どい としかた）は、越前国大野藩6代藩主。利房系土井家6代。

## 略歴
天明3年（1783年）6月4日、下総関宿藩主・久世広誉の十一男として江戸西の丸下の藩邸で生まれる。初めは奥原秀五郎を名乗ったが、天明5年（1785年）に久世姓に復姓した。
寛政5年（1793年）12月、雄之丞と名乗る。文化6年（1809年）8月、越前大野藩主・土井利義の養子となり、土居利器と名乗った。同年12月、従五位下、甲斐守に叙任する。文化7年（1810年）3月10日、利義の隠居により家督を継いだ。広誉の祖父・久世広明は旗本土井家（土井左門家、土井利直の家系）出身で、土井家の縁者を養子にと考えた上での縁組と思われる。
文化9年（1812年）8月、大坂加番となる。藩財政が苦しく、倹約に務めたが、財政は好転せず、家臣に禄を支払うことさえできない有様だったという。文政元年（1818年）5月17日、大野城二の丸で死去した。享年36。
自身には男子がなく、先代・利義が隠居の翌年にもうけた長男の利忠を養子として跡を継がせた。

## 系譜
父母
- 久世広誉（実父）
- 道樹院 - 側室（実母）
- 土井利義（養父）

正室
- トシ - 土井利義の娘

側室
- マス

子女
- 娘

子女
- 土井利忠 - 土井利義の長男